# AQC Jetway 707
Der AQC Jetway 707 ist eine von American Quality Coach Company hergestellte dreiachsige Flughafenlimousine.

## Geschichte
Waldo J. Cotner und Robert Bevington gründeten 1967 das Unternehmen American Quality Coach, nachdem sie ihre Pläne zum Bau von luxuriösen Limousinen auf Oldsmobile-Basis als Geschäftsführer des Unternehmens Cotner-Bevington durch Konflikte mit dem Mutterkonzern Divco-Wayne Corporation bzw. Miller-Meteor nicht umsetzen konnten. Mit dem Erlös aus dem Verkauf ihrer Unternehmensanteile begannen sie im Werk in Blytheville (Arkansas) mit der Entwicklung des Fahrzeuges. Dieses sollte als Basis einer ganzen Serie von Fahrzeugen dienen. Neben der Flughafenlimousine waren noch Kranken- und Bestattungswagen, kombinierte Fahrzeuge sowie Limousinen mit acht Plätzen geplant.
Die Entwicklung und der Bau des Jetway 707, benannt nach dem Flugzeug Boeing 707, fraßen die finanziellen Mittel des Unternehmens auf. So musste 1969 Konkurs angemeldet werden. Wie viele Fahrzeuge insgesamt hergestellt wurden, ist nicht bekannt. Die Angaben schwanken zwischen 52 und 150.

## Konstruktive Merkmale und technische Daten
Als Grundlage für das Fahrzeug diente die von Oldsmobile gelieferte Toronado-Plattform. Der verlängerte Rahmen war eine Eigenentwicklung von American Quality Coach, darauf wurde die entsprechende Karosserie angebracht. Das Fahrzeug hat acht Türen (vier auf jeder Seite) und eine links angeschlagene Hecktür. Je nach Ausführung bot das Automobil auf fünf Sitzreihen 12 bis 15 Personen Platz. Im Fahrgastbereich hat die Karosserie ein erhöhtes Dach mit kleinen Panorama-Fenstern.
Die Konstruktion nutzt den Vorderwagen des Oldsmobile Toronado. Als Antrieb kam der 455 Rocket V-8 von Oldsmobile zum Einsatz, zusammen mit dem Turbo Hydromatic 400-Getriebe treibt er die vorderen Räder an.
Obwohl der Jetway 707 als 68er, 69er und 70er Version verkauft wurde, basierten alle Fahrzeuge auf den 1968 von Oldsmobile gelieferten Plattformen. Für Deutschland wurde 1969 ein Verkaufspreis von 75.000 DM angegeben. Zum Vergleich, ein Ferrari 365 GTB/4 kostete damals 69.000 DM.
Das Fahrzeug sollte eine Höchstgeschwindigkeit von 170 km/h erreichen und einen Verbrauch von 35 l Super auf 100 Kilometer haben.